# Єва Босакова
Єва Босакова (чеськ. Eva Bosáková), до шлюбу — Вехтова (чеськ. Eva Věchtová), після другого шлюбу — Главачкова (чеськ. Eva Hlaváčková, 18 грудня 1931, Млада Болеслав — 10 листопада 1991, Прага) — чехословацька гімнастка, чемпіонка і призерка Олімпійських ігор та чемпіонатів світу.

## Біографічні дані
Єва Вехтова народилася у спортивній сім'ї. Змалку захоплювалася фігурним катанням і гандболом, але перевагу віддала спортивній гімнастиці.
1950 року ввійшла до складу жіночої збірної Чехословаччини з гімнастики і протягом десяти років була її лідером.
На Олімпіаді 1952 Єва Вехтова зайняла 3-е місце в командному заліку. В індивідуальному заліку вона зайняла 14-е місце. Також зайняла 6-е місце в командних вправах з предметом, 15-е — у вправах на брусах, 13-е — у вправах на колоді, 33-е — в опорному стрибку та 13-е — у вільних вправах.
На чемпіонаті світу 1954 Єва Босакова завоювала три срібних нагороди (в абсолютному заліку, у вправах на колоді та у вільних вправах) і бронзову медаль в командному заліку.
На Олімпіаді 1956 Єва зайняла 5-е місце в командному заліку та 7-е — в багатоборстві. Також зайняла 7-е місце в командних вправах з предметом. У вправах на брусах та у вільних вправах вона була четвертою, а у вправах на колоді завоювала разом з Тамарою Маніною (СРСР) срібну медаль, поступившись чемпіонством Агнеш Келеті (Угорщина). В опорному стрибку зайняла 22-е місце.
На першому чемпіонаті Європи зі спортивної гімнастики серед жінок, що пройшов 1957 року, Єва Босакова завоювала дві бронзові медалі.
На чемпіонаті світу 1958 Єва Босакова завоювала золоту медаль у вправах на колоді, випередивши на цьому єдиному снаряді героїню чемпіонату Ларису Латиніну (СРСР), яка перемогла у всіх інших вправах, в команді і в абсолютному заліку. Босакова ж завоювала ще срібні медалі в командному заліку, в багатоборстві та у вправах на брусах.
На чемпіонаті Європи 1959 завоювала бронзову медаль у вільних вправах.
На Олімпіаді 1960 Єва Босакова стала чемпіонкою у вправах на колоді, знову випередивши Ларису Латиніну. Також зайняла 2-е місце в командному заліку. В індивідуальному заліку вона вперше поступилася лідерством у жіночій збірній Чехословаччини, зайнявши 10-е місце, тоді як юна Віра Чаславська — 8-е. Також Єва зайняла 17-е місце у вправах на брусах, 36-е — в опорному стрибку та 4-е — у вільних вправах.
На чемпіонаті світу 1962 у Празі Єва Босакова стала чемпіонкою світу у вправах на колоді, знову випередивши Ларису Латиніну. Також зайняла 2-е місце в командному заліку і у вправах на брусах.
Єва Босакова готувалася взяти участь у Олімпіаді 1964, але з невідомих причин в останній період підготовки збірної залишила команду.
Після завершення виступів спочатку працювала у різних артистичних шоу, проводила курси оздоровчої гімнастики для жінок, а з кінця 1970-х років перейшла на тренерську роботу.
Раптово померла 10 листопада 1991 року через розрив сонної артерії у місці вродженної аневризми.